# Space Needle

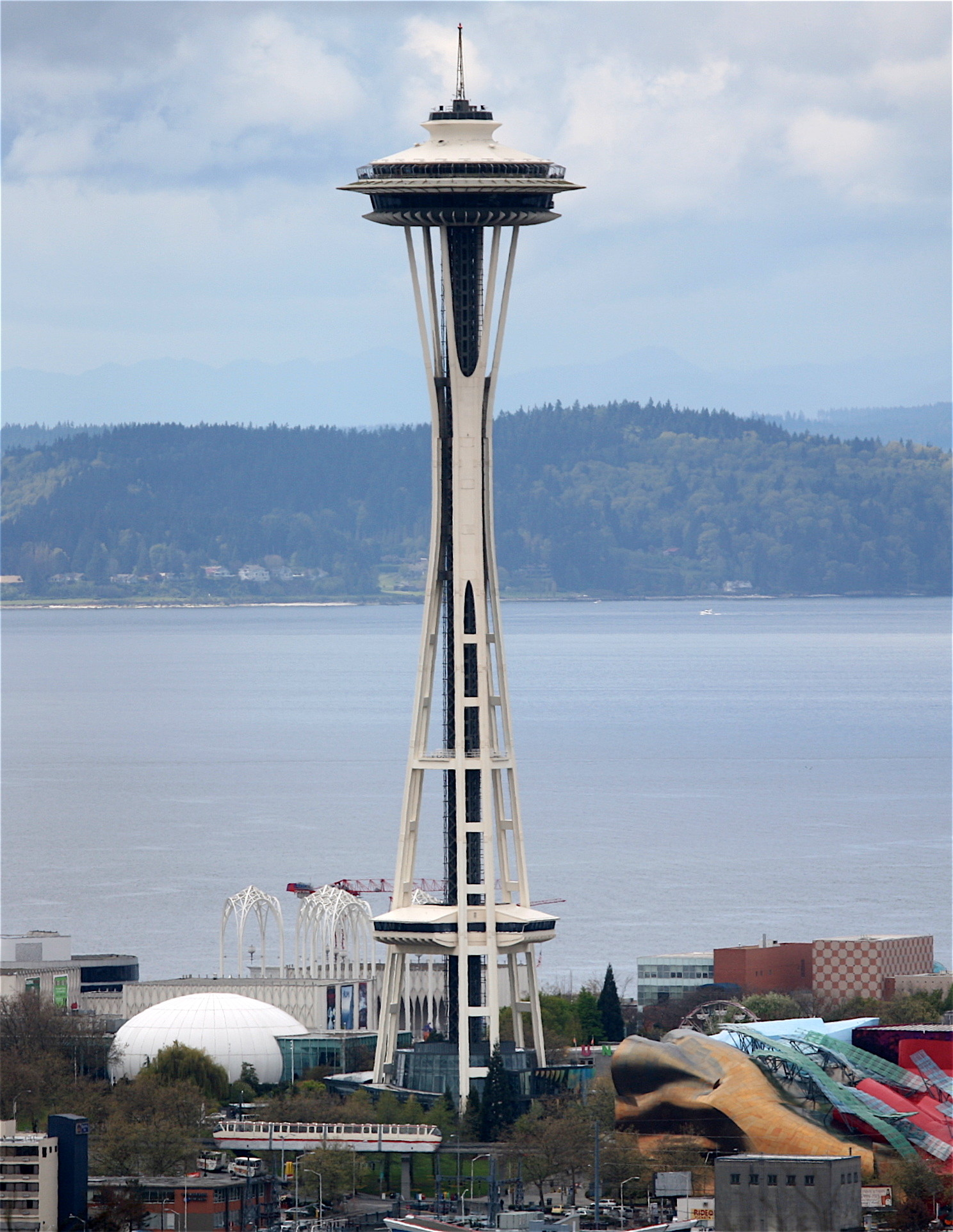
Space Needle vyfocená z Volunteer Park

Space Needle je věž v Seattlu ve státě Washington, která je hlavním orientačním bodem pacifického severozápadu Spojených států a symbolem Seattlu. Nachází se v Seattle Center a byla postavena k příležitosti světové výstavy, která se v Seattlu konala v roce 1962. Během výstavy používalo výtahy ve Space Needle na 20 tisíc lidí denně, což za celou výstavu dělalo více než 2,3 milionu návštěvníků. Space Needle je ve svém nejvyšším bodu vysoká 184 metrů, v nejširším bodu široká 42 metrů a váží 8660 tun. Když byla dokončena, byla nejvyšší stavbou západně od řeky Mississippi. Byla navržena, aby odolala větru o síle 320 km/h. Mimo to má věž celkem 25 hromosvodů, které ji chrání proti poškození bleskem.
Ve věži Space Needle se ve výšce 160 metrů nachází vyhlídková terasa a o osm metrů níže (152 m) se nachází obchod s dárkovým zbožím a rotující restaurace SkyCity. Z vrcholu Space Needle je možné vidět nejenom panorama centra Seattlu, ale i Kaskádové pohoří, Mount Rainier, Mount Baker, Elliott Bay a okolní ostrovy.
Na vrchol věže se lze dostat prostřednictvím výtahů, které jezdí rychlostí 16 km/h. Cesta trvá 43 sekund. Ve větrných dnech je rychlost výtahů snížena na 8 km/h.